# Arroyo de las Fraguas
Arroyo de las Fraguas es un municipio y localidad española de la provincia de Guadalajara, en la comunidad autónoma de Castilla-La Mancha. El término municipal tiene una población de 33 habitantes (INE 2024).

## Geografía
En el municipio hay dos despoblados: Las Tainas del Horcajo, al este del núcleo principal, y Santotís, que forma un exclave hacia el sur. 

## Historia
A mediados del siglo XIX, el lugar contaba con una población censada de 80 habitantes. La localidad aparece descrita en el tercer volumen del Diccionario geográfico-estadístico-histórico de España y sus posesiones de Ultramar de Pascual Madoz de la siguiente manera:

ARROYO DE LAS FRAGUAS: l. con ayunt. de la prov. y adm. de rent. de Guadalajara (9 leg.), part. jud. de Cogolludo (3), aud. terr. de Madrid (18), dióc. de Sigüenza (8), c. g. de Castilla la Nueva: sit á la parte oriental de un barranco, que forma sierra con otras elevaciones de mayor importancia; le baten todos los vientos, y su clima es frio y propenso á pulmonías y dolores de costado; tiene 25 casas de poca elevacion, de mala fáb. y de ninguna comodidad, las cuales forman 1 calle, y 1 plaza de figura irregular; hay casa de ayunt., cárcel, escuela de primera educacion para niños de ambos sexos, á la que asisten 12, pagando un tanto proporcional; 1 igl. parr. con el titulo de la Concepcion de Ntra. Sra.; y fuera del pueblo el cementerio en parage ventilado; confina el térm. por N. con el Ordial, E. las Cabezadas, S. Semillas, y O. Humbralejo y la Nava, á dist. todos los lim. de 1/4 leg. con poca diferencia, y comprende 246 fan. de labor de ínfima clase, y 1 monte llamado de la Taligüela, poblado de árboles: el terreno es desigual, poco fértil y de secano, pues las aguas de varios manantiales se necesitan para el consumo de los vec. y de los ganados: hay 1 carril mediano que conduce á Cogolludo, los demas caminos son vecinales: el correo se recibe por los mismos interesados en la cab. del part.: prod. centeno, patatas y alguna fruta de cerezas; se mantiene algun ganado cabrio, lanar churro, vacuno, y se cria caza menor: pobl. 23 vec., 80 alm.: cap. prod. 664,000 rs.: imp. 33,200: contr. 1,281 rs. 3 mrs.: presupuesto municipal 400, que se cubre por repartimiento.
(Madoz, 1846, p. 28)

## Alcaldes
A continuación se recoge una lista de los alcaldes:
| Alcalde             | Inicio del mandato | Fin del mandato | Partido | Partido |
| Jaime Gutiérrez Gil | 2019               | 2023            |         | PSOE    |
|                     | 2015               | 2019            |         | PP      |
|                     | 2011               | 2015            |         | PP      |
|                     | 2007               | 2011            |         | PP      |
|                     | 2003               | 2007            |         | PSOE    |

## Demografía
Arroyo de las Fraguas cuenta con una población de 33 habitantes (INE 2024).
| Gráfica de evolución demográfica de Arroyo de las Fraguas entre 1842 y 2021 |
| |
| Población de derecho según los censos de población del INE Población de hecho según los censos de población del INEEntre el censo de 1857 y el anterior, crece el término del municipio porque incorpora a Santotis y San Tirso |

## Economía
La economía prácticamente depende de las pensiones de jubilación y del sector primario, con ganado bovino, pequeños huertos y, en menor medida, la apicultura.[cita requerida] En temporada micológica se recogen recoger todo tipo de hongos y setas comestibles, como boletus o níscalos.[cita requerida]

## Fiestas

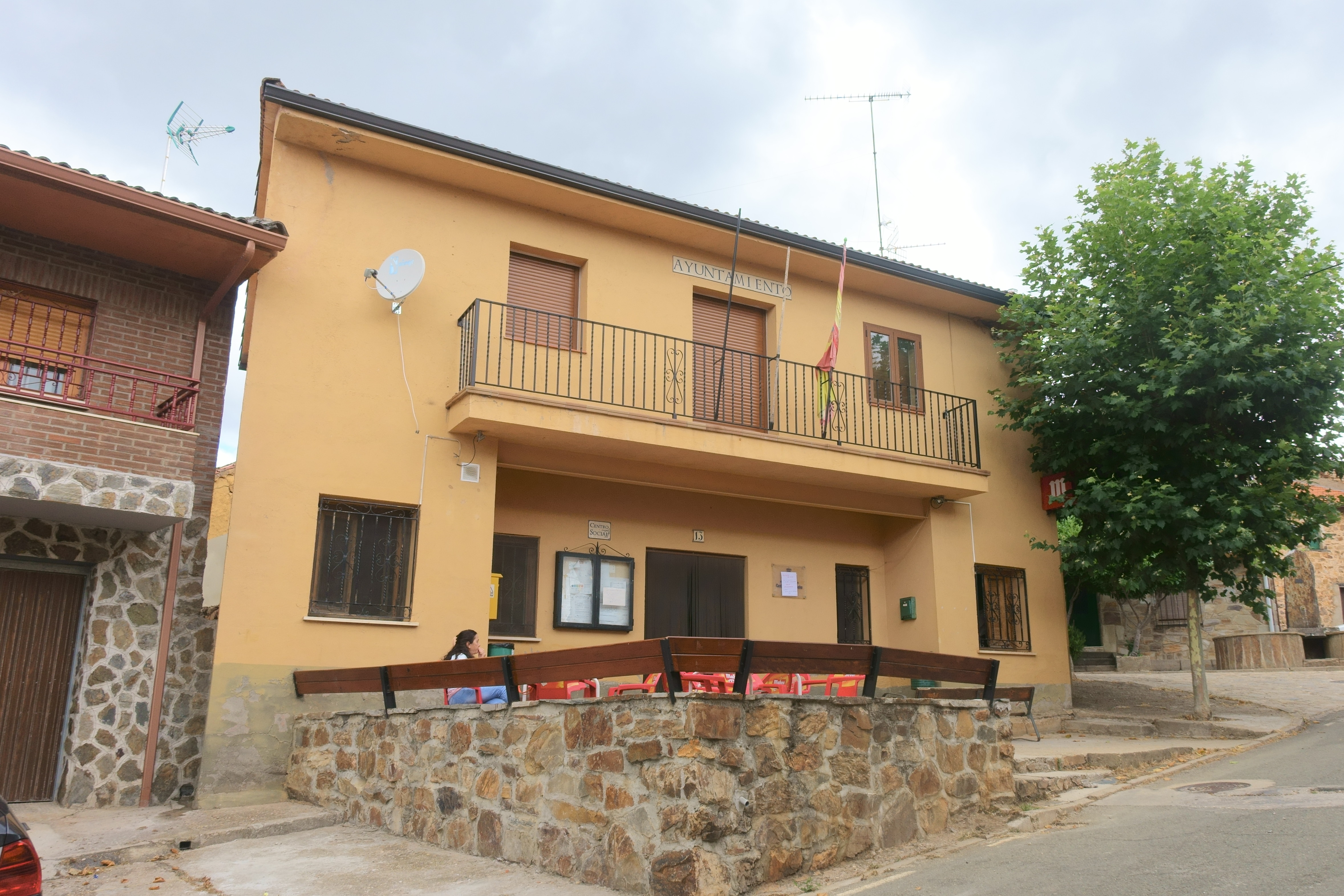
Casa consistorial

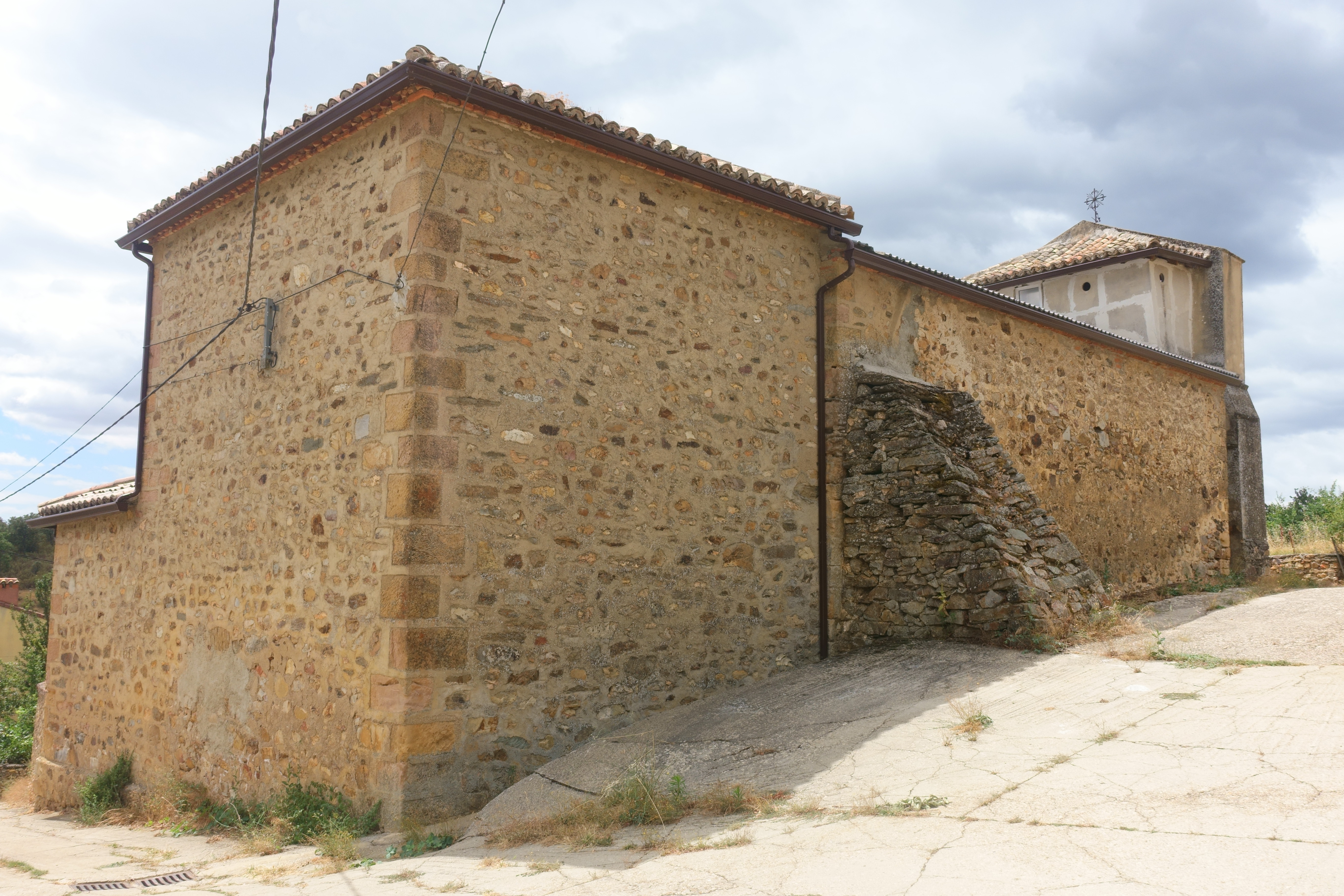
Iglesia de la Purísima Concepción

Las fiestas del municipio tienen lugar los días 15, 16 y 17 de agosto. En estos días se celebran misas en honor a la virgen, al patrón San Roque y a San Roquillo, respectivamente. Tienen lugar procesiones, subastas y reuniones en la plaza para tomar el vermú. 
El día 15 por la tarde toca una charanga y más tarde se prepara una caldereta de vacuno popular en la plaza del pueblo.
La madrugada del día 16 los jóvenes hace el canto de ronda, donde visitan todas las casas del municipio, acompañados de típicos instrumentos musicales recitando cantares folclóricos. En la ronda los vecinos entregan como ofrenda al santo rosquillas artesanales y licores varios.
Entre los días 16 y 17 se suceden varios acontecimientos como los torneos de cartas y dardos y la calva. Por la noche hay música en la plaza, se celebra el bingo, se reparte chocolate y tiene lugar el concurso de disfraces. El último día se reparten los premios de todas las actividades acontecidas.